# North Fork Wailaki
North Fork Wailaki, skupina bandi porodice Athapaskan nastanjenih na North Forku u Kaliforniji, koji čine snažnu granu Wailaki Indijanaca. 
Predstavnici su: Kaiyeeh-kiiyaahaan (Kaiye-kiyahang), Nee'lhtciichow-kaiyaah (Nehlchikyo-kaiya, Seeghaa'-kaiyaah, Shaahnaa'ntcin'chii'-kaiyaah), Seechow-kiiyaahaan (Secho-kiyahang), Seelhgaichow-kaiyaah (Sehlchikyo-kaiya), Seelhtciichow-kaiyaah (Sehlchikyo-kaiya), Seetaandoon'-kaiyaah (Seetaandoon'chii'-kaiyaah, Setandong-kiyahang). 